# Науру на летних Олимпийских играх 1996
Науру принимала участие в Летних Олимпийских играх 1996 года в Атланте (США) в первый раз за свою историю, но не завоевала ни одной медали. Страну на Играх представляли три тяжелоатлета.
Герард Гарабван занял последнее место в весовой категории до 91 килограмма, Квинси Детенамо в своей весовой категории смог опередить одного атлета из Арубы. Знаменосец сборной Маркус Стивен не смог справиться с начальным весом в рывке и остался без места, что не помешало ему в 2007 году избраться на пост президента Науру.

## Результаты

### Тяжёлая атлетика
Спортсменов — 3
| Спортсмен       | Категория | Масса | Рывок | Рывок | Рывок | Толчок | Толчок | Толчок | Всего | Место |
| Спортсмен       | Категория | Масса | 1     | 2     | 3     | 1      | 2      | 3      | Всего | Место |
| --------------- | --------- | ----- | ----- | ----- | ----- | ------ | ------ | ------ | ----- | ----- |
| Маркус Стивен   | 59 кг     | 58,88 | 120   | 120   | 120   | -      | -      | -      | 0     | -     |
| Куинси Детенамо | 76 кг     | 75,97 | 100   | 105   | 110   | 137.5  | 142.5  | 142.5  | 252.5 | 20    |
| Герард Гарабван | 91 кг     | 58,88 | 110   | 115   | 120   | 150    | 157.5  | 157.5  | 265   | 24    |